# Pallacanestro Treviso
Pallacanestro Treviso ist ein Basketballverein, der in der oberitalienischen Stadt Treviso beheimatet ist. Der 1954 gegründete Verein wurde 1982 vom, in derselben Region ansässigen, Modekonzern Benetton übernommen, weshalb der Verein besser unter dem Namen Benetton Treviso bekannt war. Heimspiele trug die Mannschaft in der 5000 Personen fassenden Halle PalaVerde (der Name spielt auf die Vereinsfarbe, nämlich Grün, an) aus.
Seit Anfang der 1990er-Jahre gehörte Pallacanestro Treviso zu den erfolgreichsten Vereinen in der Serie A. In der Euroleague war der Verein ein regelmäßiger Teilnehmer. Für die Saison 2006/07 hatte der Verein jedoch mit einem Punktabzug von 15 Punkten zu kämpfen, da sie die erlaubte Anzahl der eingesetzten Spieler überschritten hatten. Somit wurden die Play-offs deutlich verpasst und damit erstmals auch die Qualifikation für die Euroleague.
Zu Ende der Spielzeit 2011/12 zog sich Benetton als Hauptsponsor der Herrenmannschaft zurück, worauf der Verein sich auch aus dem Profibereich zurückzog. Man konzentriert sich seitdem auf die Nachwuchsarbeit.

## Erfolge
- Italienischer Meister: 1992, 1997, 2002, 2003, 2006 (5)
- Italienischer Pokalsieger: 1993, 1994, 1995, 2000, 2003, 2004, 2005, 2007 (8)
- Italienischer Supercup: 1997, 2001, 2002, 2006 (4)
- Europapokal der Landesmeister: Finalist 1993, Halbfinalist 1998
- Euroleague: Finalist 2003, Halbfinalist 2002
- Europapokal der Pokalsieger: 1995 (Europacup), 1999 (Saporta Cup) (2)

(in Klammern Anzahl der Siege insgesamt)

## Bedeutende ehemalige Spieler
| - Massimo Minto (1982–1984, 1985–1991) - Massimo Iacopini (1985–1995) - Vinny Del Negro (1990–1992) - Toni Kukoč (1991–1993) - Stefano Rusconi (1991–1998) - Terry Teagle (1992–1993) - Denis Marconato (1992–1995, 1996–2005) - Riccardo Pittis (1993–2004) - Orlando Woolridge (1994–1995) - Petar Naumoski (1994–1995, 2000–2001) - Željko Rebrača (1995–1999) - Massimo Bulleri (1995–1996, 1998, 1999–2005, 2009, 2010–2012) - Marcelo Nicola (1998–2004) - Marcus Brown (2000–2001) - Boštjan Nachbar (2000–2002) | - Jorge Garbajosa (2000–2004) - Sergei Tschikalkin (2001–2002) - Tyus Edney (2001–2004) - Charlie Bell (2002) - Trajan Langdon (2002–2003) - Maurice Evans (2003–2004) - Uroš Slokar (2003–2005) - Andrea Bargnani (2003–2006) - Ademola Okulaja (2004) - Ramūnas Šiškauskas (2004–2006) - Marcus Goree (2004–2007, 2012) - Nikolaos Zisis (2005–2007) - DaShaun Wood (2008–2009) - Gary Neal (2008–2010) - Brian Scalabrine (2011) |